# European Data Relay Satellite System

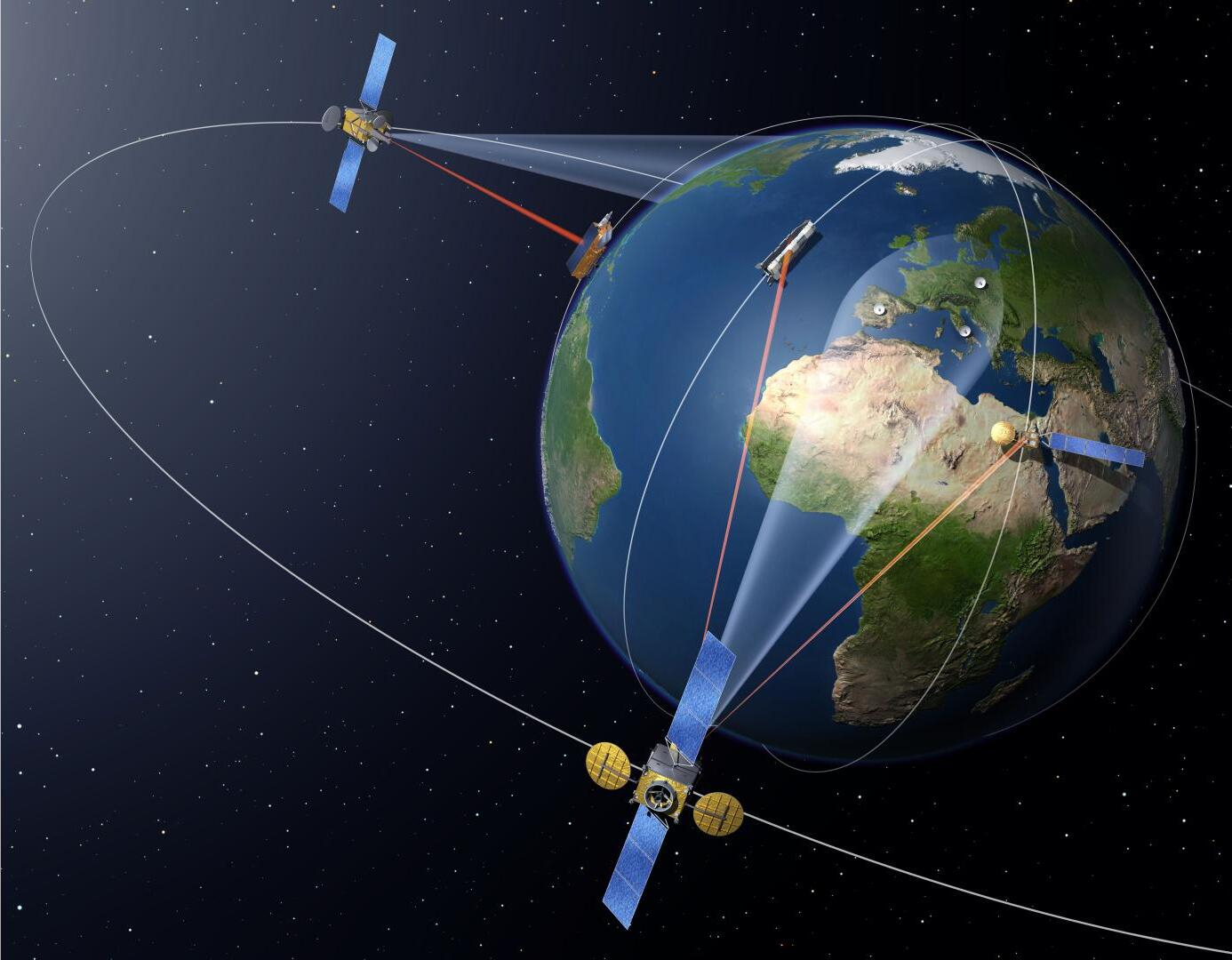
Vue d'artiste du système EDRS.

L'European Data Relay Satellite System (« Système de relais de données par satellite européen »), généralement désigné par son acronyme EDRS, est un système de satellites relais développé par l'Agence spatiale européenne pour faciliter le transfert des données produites par les satellites d'observation de la Terre, en particulier les satellites du programme Copernicus générateurs de volumes importants. Le système EDRS repose sur des équipements de communication optique installés à bord des satellites producteurs de données (en orbite basse) et de satellites jouant le rôle de relais circulant en orbite géostationnaire. Ces derniers renvoient les données par une liaison radio classique (bande Ka) vers les stations terriennes avec lesquelles ils sont en communication permanente.
Le système EDRS a été développé à la suite d'expériences concluantes menées par l'Agence spatiale européenne au cours de la décennie 2000 (SILEX, TerraSAR-X). EDRS est devenu opérationnel en 2016. En 2023 il repose sur des équipements installés à bord de deux satellites géostationnaires positionnés aux latitudes 9° et 31°E. Les principaux utilisateurs sont les satellites Sentinel-1 et Sentinel-2 ainsi que la Station spatiale internationale.

## Historique

### Expérimentations d'une liaison optique par l'Europe
| Caractéristique | SILEX          | TerraSAR-X      | EDRS          |
| --- | -------------- | --------------- | ------------- |
| Date | 2001           | 2008            | 2016          |
| Type liaison | LEO¹-GEO¹      | LEO-LEO         | LEO-GEO       |
| Longueur d'onde² | 810-850 nm     | 1064 nm         | 1064 nm       |
| Modulation | OOK-NRZ 2-PPM  | BPSK            | BPSK          |
| Débit | 0,05 gigabit/s | 5,625 gigabit/s | 1,8 gigabit/s |
| Distance³ | > 45 000 km    | > 5 100 km      | > 45 000 km   |
| Taux d'erreur | <10-6          | <10-11          | <10-8         |
| Puissance⁴ | 0,06 W         | 0,7 W           | 2,2 W         |
| ∅ Télescope | 250 mm         | 125 mm          | 135 mm        |
| Masse | 157 kg         | 35 kg           | 56 kg         |
| Consommation⁵ | 150 W          | 120 W           | 160 W         |
| ¹ LEO : orbite basse GEO : orbite géostationnaire ² Longueur d'onde du laser - ³ Distance entre les satellites ⁴ Puissance du laser - ⁵ Consommation du terminal optique |                |                 |               |

Depuis le début des années 2000, l'Europe mène des expérimentations dans le domaine des communications optiques (laser) entre satellites. En 2001 l'expérience SILEX (Semiconductor-laser Inter-satellite Link Experiment) met en oeuvre une liaison optique entre le satellite Artemis circulant sur une orbite géostationnaire et le satellite d'observation de la Terre SPOT-4  placé en orbite basse. En 2008 une liaison laser homodyne est testée entre les satellites TerraSAR-X et NFIRE tous deux circulant sur une orbite basse. Enfin des expériences de liaison optique avec la Terre (station optique transportable DLR/TESAT, station optique de Tenerife (Espagne) par plusieurs satellites (dont Artemis, TErraSAR-X et NFIRE).

### Lancement du projet EDRS
L'utilisation opérationnelle des communications optiques dans l'espace est retardée par la crise du secteur des télécommunications du début des années 2000. Finalement le Conseil ministériel de l'Agence spatiale européenne décide en novembre 2018 le développement du projet EDRS (European Data Relay Satellite System) dans le cadre de son programme ARTES (composant ARTES 7) consacré à la recherche dans le domaine des télécommunications spatiales. Le projet EDRS a pour objectif de développer un système de relais spatial mettant à la fois en œuvre des liaisons radio (en bande Ka) et optiques.

## Objectifs

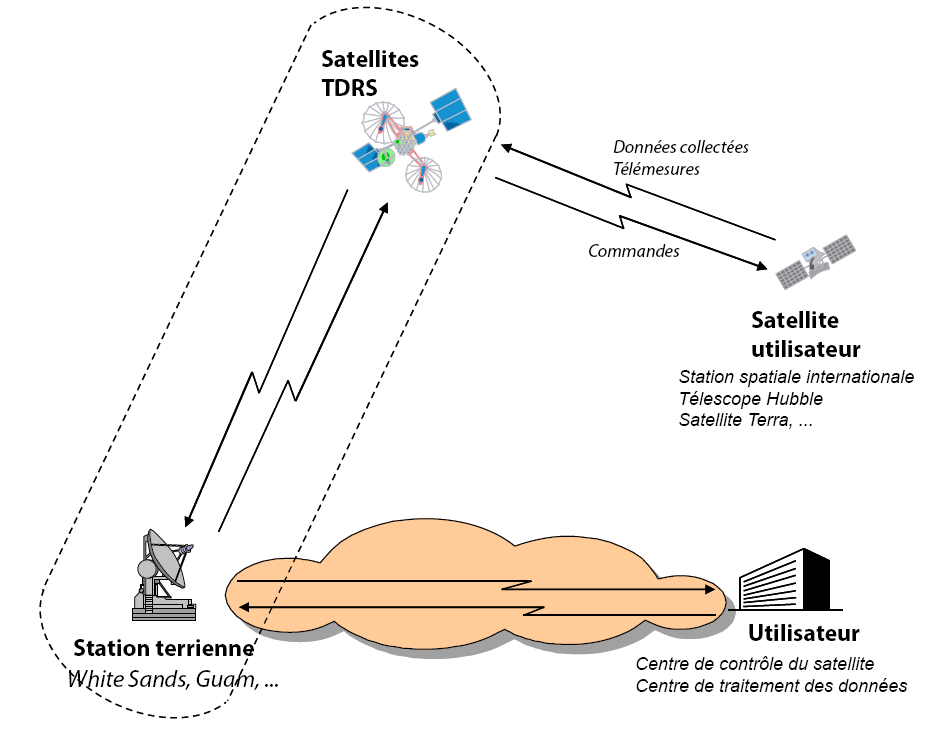
Schéma d'un exemple de satellite relais faisant le pont entre satellites en orbite basse et stations terriennes (mais utilisant uniquement des liaisons radio) : le système TDRS américain.

L'implémentation du programme Copernicus, financé par l'Union Européenne, se traduit par le déploiement à compter de 2014 d'une flotte de satellites d'observation de la Terre (Sentinel-1, Sentinel-2,...) qui doivent produire à terme plusieurs téraoctets de données chaque jour. Les systèmes de communication traditionnels (transfert des données lors du survol de stations terriennes), ont du mal à traiter de tels volumes de données, qui dans certains cas doivent être délivrés aux utilisateurs finaux très rapidement. Par ailleurs le système existant repose en partie sur des stations terriennes situées dans des pays non européens ce qui constitue une menace pour l'indépendance stratégique de l'Europe. Le projet EDRS permet le transfert continu des données collectées en orbite basse vers la Terre en passant par des satellites relais utilisant des liaisons optiques (pour les communications entre satellite en orbite basse et orbite géostationnaire) et radio pour les communications entre satellite en orbite géostationnaire et station terrienne. Les premiers bénéficiaires sont les satellite Sentinel mais il est prévu que d'autres satellites de l'Agence spatiale européenne utilisent par la suite ces satellites EDRS.
L'objectif du système EDRS est également de développer une activité de service de relais adressée à des utilisateurs commerciaux et institutionnels autres que l'agence spatiale européennes. EDRS contribue également à la standardisation de l'utilisation à des fins de relais des technologies de communication optique et radio (bande Ka).

## Développement du système EDRS
Le développement de la charge utile EDRS se fait dans le cadre d'un partenariat public-privé mis en place en octobre 2011 entre l'ESA et Airbus Defence and Space Allemagne (à l'époque Astrium). Selon les termes de ce contrat Airbus est chargé du déploiement et de la mise en œuvre du système pour une période de quinze ans. La première mission de EDRS est de relayer les données des satellites Sentinel-1 et Sentinel-2 du programme Copernicus. Le service baptisé SpaceDataHighway doit être progressivement étendu via le programme Globenet.
Deux satellites portant une charge utile EDRS ont été déployés en 2016 et 2019 et un troisième devrait compléter la couverture en 2020. L'EDRS doit jouer un rôle analogue à celui du réseau de satellites TDRS développé initialement par la NASA pour permettre à la navette spatiale américaine d'être constamment en contact avec les stations au sol ainsi qu'aux systèmes russe Loutch et chinois Tianlian. L'EDRS prend la suite du satellite relais expérimental Artemis également développé par l'ESA mais qui n'assure une couverture que sur une partie limitée du globe terrestre.

## Utilisation
Les principaux utilisateurs d'EDRS en 2023 sont d'une part les quatre satellites Sentinel-1 et Sentinel-2 et les satellites Pléiades Neo qui utilisent la liaison optique et d'autre part depuis 2022 la Station spatiale internationale (module européen Columbus) qui utilise la liaison radio en bande Ka. En juin 2023, les deux satellites relais EDRS avaient cumulé, depuis l'entrée en service du système en 2016, 75 000 liaisons avec des satellites en orbite basse représentant un volume total de données de 4,5 pétaoctets. Des liaisons ont été également établies par le passé avec le satellite européen ENVISAT, les cargos spatiaux (ATV et le satellite ADEOS-II dans le cadre d'une coopération avec le Japon.

## Caractéristiques techniques
EDRS présente deux spécificités par rapport aux autres systèmes de satellites relais développés par les États-Unis (TDRS), la Russie (Loutch) et la Chine (Tianlian). D'une part, il n'utilise pas des satellites dédiés mais se présente sous la forme de charge utile hébergée par des satellites de télécommunications commerciaux. D'autre part les relais EDRS utilisent pour leurs liaisons avec les satellites un terminal de communication optique laser développé avec le soutien de l'agence spatiale allemande DLR par la société Tesat. Ce système doit être également installé à bord des satellites dont les données sont relayées mais il présente l'avantage de permettre un débit instantané particulièrement élevé de 1,8 Gbit/s (et 40 téraoctets par jour).

## Segment spatial
Le segment spatial comprend les équipements de communication optique et radio hébergés par les satellites relais en orbite géostationnaire et les équipements de communication optique installés sur les satellites utilisateurs circulant en orbite basse.

### Liaison optique
La liaison optique entre satellite utilisateur et satellite relais utilise le terminal optique laser développé par la société TESAT. Il s'agit d'une version dérivée du terminal installé sur les satellites TerraSAR-X. Il permet de transmettre 1,8 gigabits par seconde à une distance supérieure à 45 000 kilomètres (distance maximale entre un satellite en orbite basse et les satellites relais du système EDRS). L'émetteur laser d'une puissance de 2,2 Watts émet un rayon dans la longueur d'onde 1064 nanomètres (proche infrarouge). L'optique comprend un télescope de 13,5 centimètres d'ouverture monté sur cardan avec deux degrés de liberté. La modulation du signal est de type BPSK. Le taux d'erreur est inférieur à  10-8. La masse totale du terminal optique est de 56 kilogrammes et sa consommation électrique moyenne est de 160 Watts. L'ensemble occupe un volume de 0,6 x 0,6 x 0,7 mètres.

### Liaison radio
Les satellites relais peuvent recevoir les données des satellites utilisateurs par une liaison optique (O-ISL) ou  uniquement pour EDRS-A par une liaison radio (Ka-ISL) avec un débit de 300 mégabits/seconde. Ces liaisons sont bi-directionnelles. Les données recueillies sont transmises aux stations terriennes en utilisant une liaison radio en bande Ka.

### Segment terrestre
Le segment terrestre comprend le centre de contrôle du système situé dans les locaux d'Airbus non loin de Munich (Allemagne) et trois stations terriennes situées à Weilheim en Allemagne (liaisons avec EDRS-A et EDRS-C), Harwell au Royaume-Uni (liaisons avec EDRS-A) et Redu en Belgique (liaisons avec EDRS-C).

## Déploiement
EDRS-A, premier relais du réseau EDRS, est placé en orbite en tant que charge utile du satellite de télécommunications Eutelsat 9B lancé le 30 janvier 2016 et positionné au niveau de la longitude 9° Est à la verticale de Libreville au Gabon. Il est déclaré opérationnel en novembre 2016. Le deuxième composant EDRS-C est lancé à bord du satellite Hylas 3 qui devait être déployé au printemps 2017. Il le sera finalement en août 2019 et occupe la longitude 31° Est au-dessus de l'Ouganda.
Le lancement d'un troisième relais EDRS-D, positionné à 132° Est au nord de la Papouasie, est programmé pour 2020. Contrairement à ses prédécesseurs, il emporte plusieurs terminaux laser pour lui permettre de communiquer simultanément avec plusieurs satellites.
| Désignation | Satellite porteur | Date lancement  | Lanceur      | Identifiant COSPAR | Position | Note                       |
| ----------- | ----------------- | --------------- | ------------ | ------------------ | -------- | -------------------------- |
| EDRS A      | Eutelsat 9B       | 20 janvier 2016 | Proton       | 2016-005A          | 9° E     |                            |
| EDRS C      | Hylas 3           | 6 août 2019     | Ariane 5 ECA | 2019-049A          | 31° E    |                            |
| EDRS D      |                   | ?               |              |                    | 132° E   | En attente de confirmation |